# جوي والترز
جوي والترز (بالإنجليزية: Joey Walters)‏ هو لاعب كرة قدم أمريكية ولاعب كرة قدم كندية أمريكي، ولد في 29 أكتوبر 1954 في فلورنس في الولايات المتحدة.

## وصلات خارجية
- جوي والترز على موقع مرجع كرة القدم المحترفة.كوم (الإنجليزية)